# Black & White (jogo eletrônico)
Black and White é um jogo de estratégia para computador desenvolvido pela Lionhead Studios e publicado pela Electronic Arts e Feral Interactive em 2001.

## Jogabilidade
No jogo, o jogador é um Deus na concepção henoteísta, e deve fazer com que uma civilização acredite nele. Dessa maneira, é possível ser um Deus bom e piedoso ou um Deus mal e cruel. Se o Deus ajudar demais o povo, ao invés das pessoas trabalharem, vão ficar pedindo ajuda. O Deus também pode criar discípulos, como agricultores ou missionários, além de colocar criaturas como manifestação divina na Terra.